# 徳山市営毛利球場
徳山市営毛利球場（とくやましえいもうりきゅうじょう）は、かつて山口県徳山市にあった野球場。

## 歴史
1948年に大東亜戦争末期のアメリカ軍による空襲で消失した旧徳山毛利藩邸の跡地に建設されたもので、球場建設球場正面には毛利邸の門がそのまま残され、外野後方には旧庭園の一部や植え込みも見えたことが特徴であった。球場建設には、徳山高校野球部員が多く駆り出されたという。
老朽化に伴い1971年5月に閉鎖した。跡地は、モウリプラザ（商業施設）、モウリボウル（ボウリング場）→徳山市立動物園展示館（モウリプラザとモウリボウルの建物をそのまま利用）→徳山市文化会館（現：周南市文化会館）及びKRY山口放送となった。
1950年前後に地元山口県が本拠地の大洋（現在の横浜DeNA）、隣県・福岡の西鉄（現在の埼玉西武）や広島などが公式戦を行った。

## プロ野球開催実績

### 大洋ホエールズ

#### セントラル・リーグ公式戦
- 1950年9月7日 大洋ホエールズ1-4阪神タイガース 観衆：6,000人 勝：駒田桂二 敗：今西錬太郎 本：渡辺博之（T） 盗：平山菊二（W）、河西俊雄、金田正泰、藤村富美男（T）
- 1952年4月8日 大洋ホエールズ0-2読売ジャイアンツ 観衆：9,000人 勝：別所毅彦 敗：高野裕良 盗：安井亀和、荒木茂（W）
- 1952年6月4日 大洋ホエールズ5-11名古屋ドラゴンズ 観衆：4,000人 勝：杉下茂 敗：有村家斉 本：西沢道夫×2、野口明（D） 盗：宮崎剛（W）、山崎善平×2、本多逸郎、牧野茂、西沢道夫（D）
- 1952年7月16日 大洋ホエールズ6-0広島カープ 観衆：1,500人 勝：高野裕良 敗：渡辺信義 盗：岩本義行（W）
- 1954年4月8日 洋松ロビンス4-3阪神タイガース 観衆：3,000人 勝：権藤正利 敗：藤村隆男 本：目時春雄（W）、金田正泰、藤村富美男（T）盗：引地信之（W）、吉田義男（T）

#### オープン戦
- 1960年3月15日 大洋ホエールズ1-2東映フライヤーズ 観衆：4,000人
- 1970年3月7日 大洋ホエールズ6-13ロッテ・オリオンズ

### 松竹ロビンス

#### セントラル・リーグ公式戦
- 1950年7月26日 松竹ロビンス5-3大洋ホエールズ 観衆：10,000人 勝：江田貢一 敗：林直明 本：大岡虎雄、小鶴誠（R）盗：岩本義行

#### オープン戦
- 1949年3月2日 太陽ロビンス12-10東急フライヤーズ

### 広島東洋カープ

#### セントラル・リーグ公式戦
- 1950年10月14日 広島カープ2-6中日ドラゴンズ 観衆：2,000人 勝：宮下信明 敗：笠松実 盗：杉山悟（D）
- 1953年9月21日 広島カープ1-6国鉄スワローズ 観衆：3,000人 勝：金田正一 敗：大田垣喜夫 盗：金山次郎×2、土屋伍郎×2（S）
- 同日（ダブルヘッダー第2試合） 広島カープ2-3国鉄スワローズ 観衆：3,000人 勝：宮地惟友 敗：杉浦竜太郎 本：長持栄吉（C） 盗：小鶴誠、白石勝巳（C）,町田行彦（S）

### 西鉄ライオンズ

#### パシフィック・リーグ公式戦
- 1950年8月27日 西鉄クリッパーズ4-2大映スターズ 観衆：5,000人 勝野口正明 敗：小川善治 本：野口正明 盗：鬼頭政一、小田野柏（C）、伊賀上良平,飯島滋弥（S）
- 1951年8月7日 西鉄ライオンズ1-5大映スターズ 観衆：2,000人 勝：林義一 敗：緒方俊明 本：永利勇吉 盗：関口清治、宮崎要（L）、伊賀上良平、飯島滋弥（S）
- 1955年10月9日 西鉄ライオンズ2-3阪急ブレーブス 観衆：3,000人 勝：種田弘 敗：西村貞朗 盗：豊田泰光、日比野武（L）、チコ・バルボン×2（B）
- 同日（ダブルヘッダー第2試合目） 西鉄ライオンズ1-4阪急ブレーブス 観衆：3,000人 勝：梶本隆夫 敗：有吉洋雅 盗：渡辺清（B）

### 近鉄バファローズ

#### オープン戦
- 1965年3月10日 近鉄バファローズ6-4広島東洋カープ 観衆：5,000人

## アクセス
- JR山陽本線徳山駅下車徒歩25分